# Теорема Штейнера (планиметрия)

Теорема Штейнера — классическая теорема геометрии треугольника, обобщение теоремы о биссектрисе.
Названа в честь Якоба Штейнера.

## Формулировка
Пусть через вершину {\displaystyle A} треугольника {\displaystyle \triangle ABC} внутри него проведены две прямые, образующие равные углы со сторонами {\displaystyle AB} и {\displaystyle AC} и пересекающие сторону {\displaystyle BC} в точках {\displaystyle M} и {\displaystyle N}.
Тогда 
{\displaystyle {\frac {BM}{CM}}\cdot {\frac {BN}{CN}}=\left({\frac {AB}{AC}}\right)^{2}}.
Верно и обратное утверждение: если выполняется равенство {\displaystyle {\frac {BM}{CM}}\cdot {\frac {BN}{CN}}=\left({\frac {AB}{AC}}\right)^{2}}, то {\displaystyle \angle BAM=\angle CAN}.

## Важный частный случай теоремы
Из теоремы Штейнера, как  частный случай, получается теорема о биссектрисе. 
Действительно, пусть в сформулированной выше теореме точки M и N совпадают, образуя точку D, тогда они являются основанием биссектрисы, опущенной из вершины A на сторону BC. В этом частном случае мы имеем {\displaystyle {\frac {BD}{CD}}\cdot {\frac {BD}{CD}}=\left({\frac {AB}{AC}}\right)^{2}}. Извлекая квадратный корень из обеих частей, имеем  {\displaystyle {\frac {BD}{CD}}={\frac {AB}{AC}}}, что и составляет суть теоремы о биссектрисе.